# غريغ باك
غريغ باك (بالإنجليزية: Greg Pak)‏ هو كاتب سيناريو ومخرج أمريكي، ولد في 23 أغسطس 1968 في نيويورك في الولايات المتحدة.

## وصلات خارجية
- الموقع الرسمي
- غريغ باك على موقع IMDb (الإنجليزية)
- غريغ باك على موقع الموسوعة البريطانية (الإنجليزية)
- غريغ باك على موقع أول موفي (الإنجليزية)
- غريغ باك على موقع قاعدة بيانات الفيلم (الإنجليزية)
- غريغ باك على موقع كينوبويسك (الروسية)